# Ylempi Kiertämäjärvi
Ylempi Kiertämäjärvi är en sjö i kommunen Sodankylä i landskapet Lappland i Finland. Sjön ligger 171,2 meter över havet. Arean är 53 hektar och strandlinjen är 4,25 kilometer lång. Sjön  ingår i Tuulomajokis huvudavrinningsområde.   Den ligger omkring 240 kilometer nordöst om Rovaniemi och omkring 930 kilometer norr om Helsingfors. 